# منبع تغذیه خازنی

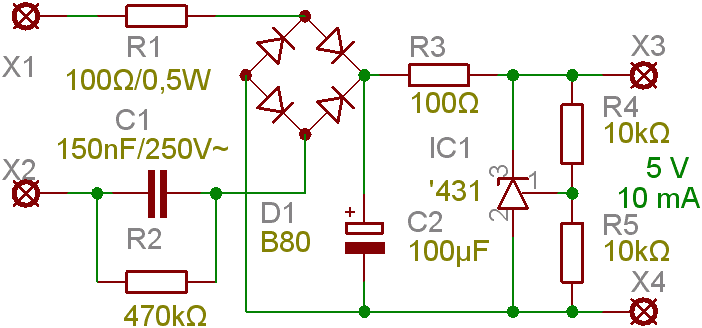
نمودار پایه و طراحی نمونه

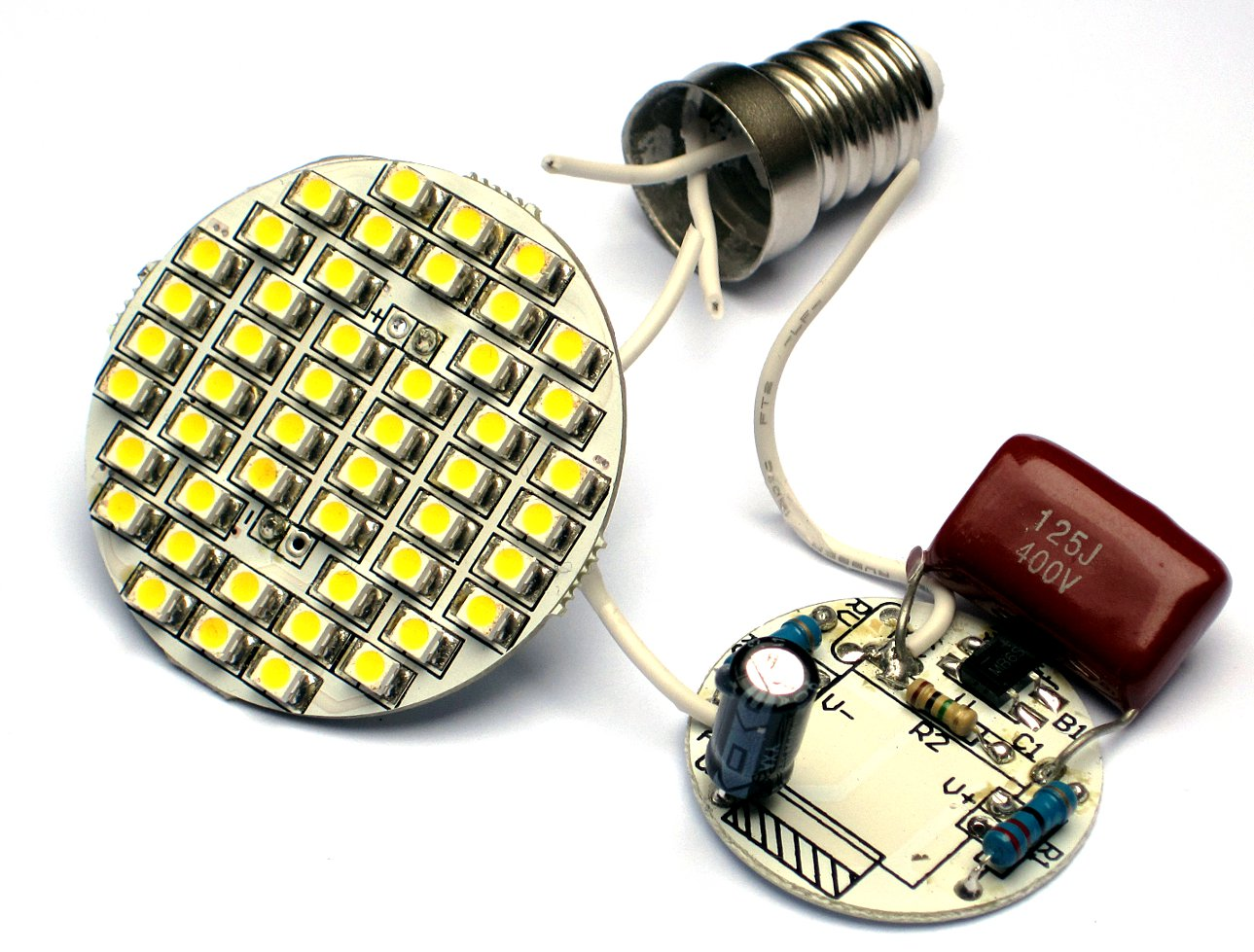
لامپ که دارای ۴۸ ال‌ای‌دی است توان ۳ وات و ولتاژ ۲۲۰

منبع تغذیه خازنی (به انگلیسی: Capacitive power supply)، همچنین به عنوان اُفت‌گر خازنی (به انگلیسی: capacitive dropper) نیز نامیده می‌شود، نوعی منبع تغذیه است که از راکتانس خازنی خازن برای کاهش ولتاژ شبکه به یک ولتاژ پایین‌تر استفاده می‌کند. دو محدودیت مهم وجود دارد: اول، نیاز به ولتاژ قابل تحمل بالا برای خازن، همراه با ظرفیت بالای مورد نیاز برای جریان خروجی معین، این بدان معنی است که این نوع تغذیه فقط برای کاربردهای کم توان کاربرد دارد. (ظرفیت خازنی مورد نیاز با کشیدن جریان افزایش می‌یابد؛ خازن‌های با ولتاژ جریان اصلی با ظرفیت بالا گران و حجیم هستند). مورد دوم این است که به دلیل عدم وجود جداسازی الکتریکی بین ورودی و خروجی، هر چیزی که به منبع تغذیه متصل باشد باید با اطمینان عایق‌بندی شود تا امکان برقراری ارتباط برق با یک شخص امکان‌پذیر نباشد. با معادله حالت برای خازن، که {\displaystyle I_{c}=C{\frac {\mathrm {d} V}{\mathrm {d} t}}}، جریان محدود است به: ۱ آمپر، در فاراد، درر ولت-مؤثر، در رادیان (از فاز). یا {\displaystyle 2\pi } آمپر، بر فاراد، بر ولت-مؤثر، بر هرتز است.

## مثال
با تغییر مقدار مثال در نمودار توسط یک خازن با مقدار نانوفاراد ۳۳۰، جریانی معادل ۲۰ میلی‌آمپر را می‌توان تأمین کرد، زیرا راکتانس خازن ۳۳۰ نانوفاراد در ۵۰ هرتز به {\textstyle X_{C}={\frac {1}{2\pi \;50\,\mathrm {Hz} \;33\cdot 10^{-8}\,\mathrm {F} }}\approx 9.646\,\mathrm {k\Omega } } محاسبه می‌شود و با اعمال قانون اهم، جریان را به {\textstyle I\approx {\frac {230\,\mathrm {V} }{9.646\,\mathrm {k\Omega } }}\approx 24\cdot 10^{-3}\,\mathrm {A} } محدود می‌کند. به این ترتیب می‌توان تا 48 LED سفید را به صورت سری تغذیه کرد (مثلاً {\textstyle 3.1V/20mA/20000mcd}).
با تحلیل مدار لامپ نشان داده شده در تصویر سمت راست، در فرکانس ۵۰ هرتز، خازن ۱٫۲ میکروفاراد دارای راکتانسی برابر با ۲٫۶۵۳ کیلواهم است. طبق قانون اهم، جریان به {\textstyle 240V/2653\Omega \approx 90mA} محدود می‌شود، با فرض ثابت ماندن ولتاژ و فرکانس. ال‌ئی‌دی‌ها به صورت موازی با خازن فیلتر الکترولیتی ۱۰ میکروفاراد متصل می‌شوند. چهار شاخه موازی وجود دارد که هر کدام دارای ۱۲ ال‌ئی‌دی به صورت سری هستند. این شاخه‌ها هر کدام حدود ۲۰ میلی‌آمپر یا درمجموع ۴×۲۰ = ۸۰ میلی‌آمپر مصرف می‌کنند. دیودها ولتاژ را به حدود ۴۰ ولت درهر شاخه محدود می‌کنند. از آنجایی که مدار به‌طور معمول مستقیماً بدون ایزولش گالوانیکی به شبکه اصلی متصل می‌شود، در هر نوع مدار حفاظتی که برای این نوع لامپ ال‌ئی‌دی استفاده می‌شود، به یک کلید محافظ جان نیاز است. 